# Courant révolutionnaire des travailleurs
Le Courant révolutionnaire des travailleurs et des travailleuses (CRT) est une organisation politique trotskiste espagnole. Elle est membre de la Fraction trotskyste - Quatrième Internationale.

## Historique

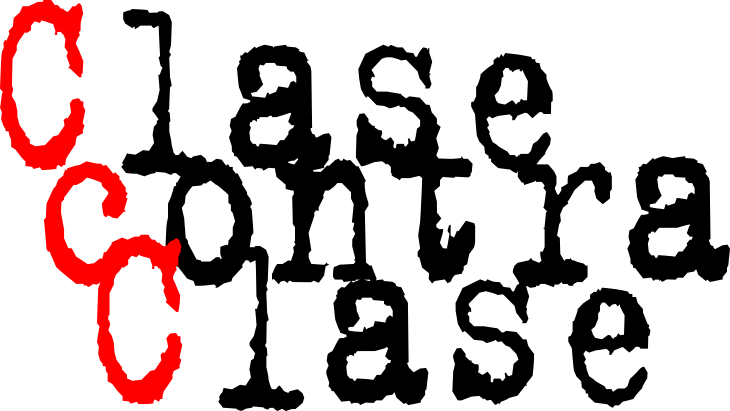
Ancien logo du groupe Classe contre Classe

Le CRT se constitue pour la première fois en 2005 sous le nom de Classe contre Classe après que plusieurs militants du groupe trotskiste Nuevo Claridad en ont scissionné, dénonçant un virage droitier de l'organisation. Ils dénoncent le choix de cette dernière d'intégrer politiquement et organisationnellement le projet réformiste d'Izquierda Unida depuis 1993, expliquant qu'ils ont définitivement abandonné toute indépendance de classe. Après une conférence donnée en Espagne par Javo Fereirra, dirigeant bolivien de la LOR-CI, ils entrent en contact avec la Fraction Trotskyste, assistant à sa troisième conférence internationale cette année-là. Elle devient alors sa section espagnole sous le nom de Clase Contra Clase (CcC). Avec l'émergence du Mouvement des Indignés, Clase contra Clase réussi à se développer dans toute l'Espagne grâce à leur importante participation dans le mouvement. Ils prennent ensuite part aux grèves générales de 2012 dans le pays, soutenant notamment la grève des ouvriers de la boulangerie Panrico à Barcelone (la plus importante depuis la Guerre d'Espagne), celle des travailleurs de l'usine Santa Perpetua de Coca-Cola, la lutte des hôteliers regroupés sur la plateforme Las Kellys et la grève des travailleurs de Movistar. Après une période de croissance, Clase contra Clase a tenu une conférence extraordinaire et a décidé de changer son nom en Corriente Revolucionaria de Trabajadores (Courant Révolutionnaire des Travailleurs). Avec d'autres organisations, le CRT a promu l'initiative No Hay Tiempo que Perder à Barcelone.
Le CRT est indépendant des grands partis de la gauche espagnole tels que Podemos et Izquierda Unida. Il a essayé de promouvoir un front trotskyste avec d'autres organisations, sur le modèle du Front de gauche et des travailleurs argentin, mais n'a pas reçu de réponse positive des autres organisations. En 2018, elle fonde son organisation de jeunesse Contracorriente, présente à Madrid, Barcelone et Saragosse, et étant un acteur important du mouvement étudiant dans ces villes. De plus, elle promeut le groupe féministe Du Pain et des Roses en Espagne. Le site d'information du CRT fait partie du Réseau International La Izquierda Diario, animé par les 14 organisations constitutives de la FT-CI. Le CRT y anime deux médias, l'un en castillan et l'autre en catalan (sous le nom de Esquerra Diari).
Le CRT est actuellement présent au sein de l'Université polytechnique de Catalogne, l'Université autonome de Barcelone, l'Université autonome de Madrid, à l'Université complutense de Madrid, l'Université Charles-III de Madrid, l'Université de Saragosse notamment.
Il dirige par ailleurs plusieurs sections de la CGT, notamment celle réunissant les travailleurs de l'entreprise de nourriture industrielle Telepizza (es).

## International
Le CRT est membre de la FT-CI, qui rassemble 14 partis trotskistes à travers le monde. Parmi eux figurent par exemple le PTS argentin, le PRT chilien ou encore Révolution Permanente en France.